# Дъглас (окръг, Джорджия)
Вижте пояснителната страница за други населени места с името Дъглас.
Окръг Дъглас (на английски: Douglas County) е окръг в щата Джорджия, Съединени американски щати. Площта му е 518 km², а населението - 119 557 души. Административен център е град Дъгласвил.